# Il riscatto di Dond
Il riscatto di Dond (The Ransom of Dond) è l'ultimo romanzo scritto da Siobhan Dowd, illustrato dalla disegnatrice inglese Pam Smy e pubblicato postumo in lingua originale nel 2013.

È stato tradotto e pubblicato nei Paesi Bassi e in Cina. In Italia è stato pubblicato da Uovonero nel 2014.

## Trama
Sul villaggio di Inniscaul pesa una maledizione lanciata da Dond, l'oscuro dio degli inferi: ogni tredicesimo figlio partorito da una donna dovrà essere sacrificato a Dond quando compirà tredici anni, altrimenti la città non esisterà.
Nessuna donna del villaggio, perciò, va oltre la dodicesima gravidanza, ma l'ultima gravidanza di Meb è gemellare, e così da Meb nascono Bawn e Darra. Darra viene allontanata dalla madre e crescita dall'anziano del villaggio, sapendo che a tredici anni sarà sacrificata a Dond. 
La vigilia del suo tredicesimo compleanno, Bawn va incontro a Darra e insieme scoprono la verità sulla notte della loro nascita. Insieme alla madre, i due ragazzi rompono la vera maledizione che grava sull'isola.

## Premi
- Finalista al Premio Strega Ragazze e Ragazzi 2016 nella categoria 6+[4][5]